# Drimia secunda
Drimia secunda ist eine Pflanzenart der Gattung Drimia in der Familie der Spargelgewächse (Asparagaceae). Das Artepitheton secunda stammt aus dem Lateinischen und bedeutet ‚einseitswendig‘.

## Beschreibung
Drimia secunda wächst mit lockeren und offenen Zwiebeln, deren Zwiebelschuppen eine Rosette bilden. Sie sind keulen- bis spindelförmig, sukkulent, zur Spitze hin zusammengezogen, bis zu 4 Millimeter lang und 2 Zentimeter breit. Ihre linealisch-fadenförmigen Laubblätter sind 8 Zentimeter lang und 1,5 Millimeter breit. Die Blattspitze ist stumpf.
Der bis zu 25-blütige, einseitswendige Blütenstand erreicht eine Länge von bis zu 5 Zentimeter. Die eiförmigen Brakteen sind bis zu 2 Millimeter lang und gespornt. Die Blüten stehen an bis zu 2 Millimeter langen Blütenstielen. Die glockenförmige Blütenhülle weist eine Länge von bis zu 5 Millimetern auf. Ihre bräunlichen Perigonblätter sind in ihrer unteren Hälfte miteinander verwachsen. Die Staubfäden sind an ihrer Basis verwachsen, die freien Teile sind fadenförmig. Die hellgelben Staubbeutel sind bis zu 1,6 Millimeter lang. Der nahezu kugelförmige Fruchtknoten weist eine Länge von bis zu 2,5 Millimeter auf. Die Blütezeit ist der Frühling.

## Systematik und Verbreitung
Drimia secunda ist im Südwesten von Namibia in der Sukkulenten-Karoo verbreitet.
Die Erstbeschreibung als Rhadamanthus secundus durch Rune Bertil Nordenstam wurde 1970 veröffentlicht. John Charles Manning und Peter Goldblatt stellten die Art im Jahr 2000 in die Gattung Drimia.

## Nachweise